# Lee Joon
Đây là một tên người Triều Tiên, họ là Lee.
Lee Chang-seon (tiếng Hàn: 이창선; Hanja: 李昌宣; sinh ngày 7 tháng 2 năm 1988), thường được biết đến với nghệ danh Lee Joon, (tiếng Hàn: 이준; Hanja: 李準) là một ca sĩ, vũ công, diễn viên và người mẫu người Hàn Quốc. Anh từng là thành viên của nhóm nhạc nam MBLAQ cho đến tháng 11 năm 2014 khi hợp đồng của anh với J. Tune Camp chính thức kết thúc, vào ngày 16 tháng 12 năm 2014 anh công bố rằng anh sẽ tách khỏi và tập trung vào sự nghiệp diễn xuất trong bộ phim Mr. Back của MBC. Cho đến đầu năm 2015 anh đã ký với Prain TPC (công ty Prain Global), đồng công ty quản lý của Ryu Seung-ryong, Park Ji-young, Park Yong-woo, Yang Ik-joon, Moon Jung-hee,...

## Filmography

### Film
| Year | Title           | Role          | Notes                  |
| ---- | --------------- | ------------- | ---------------------- |
| 2009 | Ninja Assassin  | Teenage Raizo |                        |
| 2011 | Gnomeo & Juliet | Gnomeo        | Korean dubbing         |
| 2013 | Rough Play      | Oh Young      |                        |
| 2015 | The Piper       | Nam-soo       | As village chief's son |
| 2015 | Seoul Station   | Ki-woong      | Voice                  |
| 2016 | Luck Key        | Jae-sung      |                        |

### Television series
| Year      | Title                                                   | Network     | Role                | Notes                        | Ref.   |
| --------- | ------------------------------------------------------- | ----------- | ------------------- | ---------------------------- | ------ |
| 2008      | That Person Is Coming                                   | MBC         | Student             | Cameo (Ep 1)                 |        |
| 2010      | Jungle Fish 2                                           | KBS2        | Ahn Ba-woo          |                              |        |
| 2010      | Drama Special - Housewife Kim Kwang Ja's 3rd Activities | MBC         | Jin                 |                              | [ 5 ]  |
| 2012      | History of a Salaryman                                  | SBS         | Yeo-chi's boyfriend | Cameo (Ep 1)                 |        |
| 2012      | Sent from Heaven                                        | KBS2        | Lee Joon            | Also known as I Need a Fairy | [ 6 ]  |
| 2012      | Phantom                                                 | SBS         | Passerby            | Cameo (Ep 1)                 |        |
| 2013      | Iris II: New Generation                                 | KBS2        | Yoon Shi-hyuk       |                              |        |
| 2014      | Gap-dong                                                | tvN         | Ryu Tae-oh          | Main Role                    |        |
| 2014      | Mr. Back                                                | MBC         | Choi Dae-han        | Main Role                    |        |
| 2015      | Drama Special - What is the Ghost Up To?                | KBS2        | Goo Cheon-dong      |                              | [ 7 ]  |
| 2015      | Pinocchio                                               | SBS         | Fama                | Cameo (Ep 19)                | [ 8 ]  |
| 2015      | Heard It Through the Grapevine                          | SBS         | Han In-sang         | Main Role                    |        |
| 2016      | The Vampire Detective                                   | OCN         | Yoon San            | Lead Role                    |        |
| 2016      | Woman with a Suitcase                                   | MBC         | Ma Suk-woo          |                              |        |
| 2017      | Mia Luang                                               | Channel 3   | Himself             | Cameo (Ep 6)                 |        |
| 2017      | My Father Is Strange                                    | KBS2        | Ahn Joong-hee       | Main Role                    |        |
| 2021      | The Silent Sea                                          | Netflix     | Ryu Tae-seok        | Main Role                    | [ 9 ]  |
| 2021–2022 | Bulgasal: Immortal Souls                                | tvN/Netflix | Ok Eul-tae          | Main Role                    | [ 10 ] |
| 2022      | Red Heart                                               | KBS2        | Lee Tae             | Lead Role                    | [ 11 ] |

## Điện ảnh

### Phim
| Năm  | Tựa phim        | Vai trò       | Chú ý                                                                                        | Chú thích |
| ---- | --------------- | ------------- | -------------------------------------------------------------------------------------------- | --------- |
| 2007 | Mười            |               |                                                                                              |           |
| 2009 | Ninja Assassin  | Raizo lúc nhỏ |                                                                                              |           |
| 2011 | Gnomeo & Juliet | Gnomeo        | lồng tiếng Hàn                                                                               |           |
| 2013 | Rough Play      | Oh Young      | Anh thắng giải "Nam hoặc nữ diễn viên mới xuất sắc" tại 1st Wildflower Film Awards năm 2014. | [ 12 ]    |
| 2015 | The Piper       | Nam-soo       | Con trai trưởng làng                                                                         |           |
| 2015 | Ga Seoul        |               | Boyfriend (lồng tiếng)                                                                       |           |
| 2016 | Luck Key        | Yoon Jae Sung |                                                                                              |           |

### Phim truyền hình
| Năm  | Kênh        | Tựa đề                                    | Vai trò                           | Ghi chú                      |
| ---- | ----------- | ----------------------------------------- | --------------------------------- | ---------------------------- |
| 2008 | MBC         | Here He Comes                             | Chính anh                         | Khách mời, trước khi ra mắt. |
| 2010 | MBC         | Housewife Kim Kwang-ja's Third Activities | Jin                               |                              |
| 2010 | KBS 1       | Jungle Fish 2                             | Ahn Ba-woo                        |                              |
| 2012 | SBS         | History of a Salaryman                    | Bạn trai của Yeo-chi              | Tập. 1 Khách mời             |
| 2012 | KBS 2       | Sent from Heaven                          | Lee Joon                          | Còn gọi là I Need a Fairy    |
| 2012 | Channel A   | K-POP – The Ultimate Audition             | Thành viên nhóm nhạc ảo tưởng, M1 | Khách mời                    |
| 2013 | KBS 2       | Iris II                                   | Yoon Shi-hyuk                     |                              |
| 2013 | MBC Every 1 | The Dramatic                              | Chính anh                         |                              |
| 2014 | tvN         | Gap-dong                                  | Ryu Tae-oh                        |                              |
| 2014 | MBC         | Mr. Back                                  | Choi Dae-han                      | Con của Choi Go-bong.        |
| 2015 | SBS         | Pinocchio                                 | Fama                              | Tập. 19 Khách mời            |
| 2015 | SBS         | Heard It Through the Grapevine            | Han In-sang                       |                              |
| 2016 | OCN         | Vampire Detective                         | Yoon San                          |                              |
| 2016 | MBC         | Woman with a Suitcase                     | Ma Suk-woo                        |                              |
| 2017 | KBS         | My Father is Strange                      | Ahn Joong Hee                     |                              |
| 2021 | tvN         | Bulgasal: Immortal Souls                  | Ok Eul Tae                        |                              |
| 2021 | Netflix     | The Silent Sae                            | Ryo Tae Seok                      |                              |

## Liên kết
- Trang chủ Lưu trữ ngày 18 tháng 10 năm 2016 tại Wayback Machine
- Cyworld của Lee Joon  Lưu trữ ngày 3 tháng 10 năm 2022 tại Wayback Machine (tiếng Hàn)
- Trang fanclub Nhật Bản chính thức Lee Joon